# Béhanzin
Pour les articles homonymes, voir Béhanzin (homonymie).
Béhanzin (Gbɛ̀hanzin en fon-gbe, anciennement transcrit Béhanzin, ou Gobelin Azzi Bo acidylé Ahoussou Gobelet), né en 1845 et mort en 1906 est un roi d'Abomey. Fils du roi Glélé, il est d'abord connu sous le nom d'Ahokponu puis de prince Kondo à partir de 1875. Il est traditionnellement (si on exclut la reine Hang bé et Adanson) le onzième roi d'Abomey. Durant son règne, le royaume du Dahomey est défait, pour constituer la colonie du Dahomey, avec le rattachement de Porto-Novo du roi Etoffa, son cousin et son ennemi.
Roi du Dahomey du 6 janvier 1890 au 15 janvier 1894, date de sa reddition, déchu de son trône dès 1892, il meurt en exil à Alger.
Béhanzin est considéré comme un héros par nombre de Béninois : c'est un personnage incontournable et populaire de la mémoire collective nationale.

## Biographie

### La chute du royaume du Dahomey

#### Début de règne
En 1875, le prince Ahokponou est désigné par son père, le roi Da-Da Glélé Kini-Kini, comme héritier du royaume sous le nom de Kondo.
En 1889, le roi Glé-Glé mène des razzias contre les concessions françaises ; il attaque le Porto-Novo, qui a passé une alliance avec les Français depuis. Le gouverneur Jean-Marie Bayol est retenu à Abomey, le 21 novembre 1889 ; le prince Kondo décide pour son père le roi, devenu incapable. Il conteste le traité conclu le 19 avril 1878, notamment l'attribution des droits de douane de Cotonou à la France.
Le prince Kondo est couronné roi Béhanzin le 6 janvier 1890, après la mort de son père le 28 décembre 1889, au terme de près de quarante années de règne, son demi-frère Ahanhanzo, héritier direct du trône, étant mort mystérieusement. Son couronnement est notamment marqué par des sacrifices humains. Le prince Kondo gouverne en se choisissant le nom de Béhanzin (cf emblèmes, infra). C'est un roi de quarante-cinq ans, qui baigne dans les conflits depuis son enfance. Les troupiers français le surnomment « Bec en zinc ».
Le 19 février 1890, les troupes françaises débarquent à Cotonou. Elles sont insuffisantes pour contenir l'armée royale ; la France tergiverse. Terrillon, chef militaire, et Bayol, gouverneur, entretiennent une forte mésentente. Les forces françaises sont en échec.

#### Victoires françaises
Jean-Marie Bayol est remplacé par Noël Ballay. Le colonel Alfred Dodds va remplacer Sébastien Terrillon.
Le roi Béhanzin combat les Français, eux-mêmes un temps en rivalité sur place avec les Allemands et les Portugais. Les attaques sont incessantes. Du 23 février au 5 mai 1890, Béhanzin prend des Français en otages, dont le père Alexandre Dorgère, négociateur entre lui et le pouvoir français ; il les détient à Abomey. En mars 1890, Béhanzin échoue à reprendre Cotonou.
Le 18 avril 1890, Terrillon conduit une bataille victorieuse, à Atioupa (ou Atchoupa). La saison des pluies, ainsi que les maladies, figent les opérations militaires jusqu'à l'automne.
Passant par Lagos, les renforts militaires du colonel Dodds arrivent à Porto-Novo le 5 août 1890.
Le 3 octobre 1890, la France installe un protectorat sur le Dahomey. En contrepartie, elle verse une rente annuelle de 20 000 francs au roi Béhanzin.

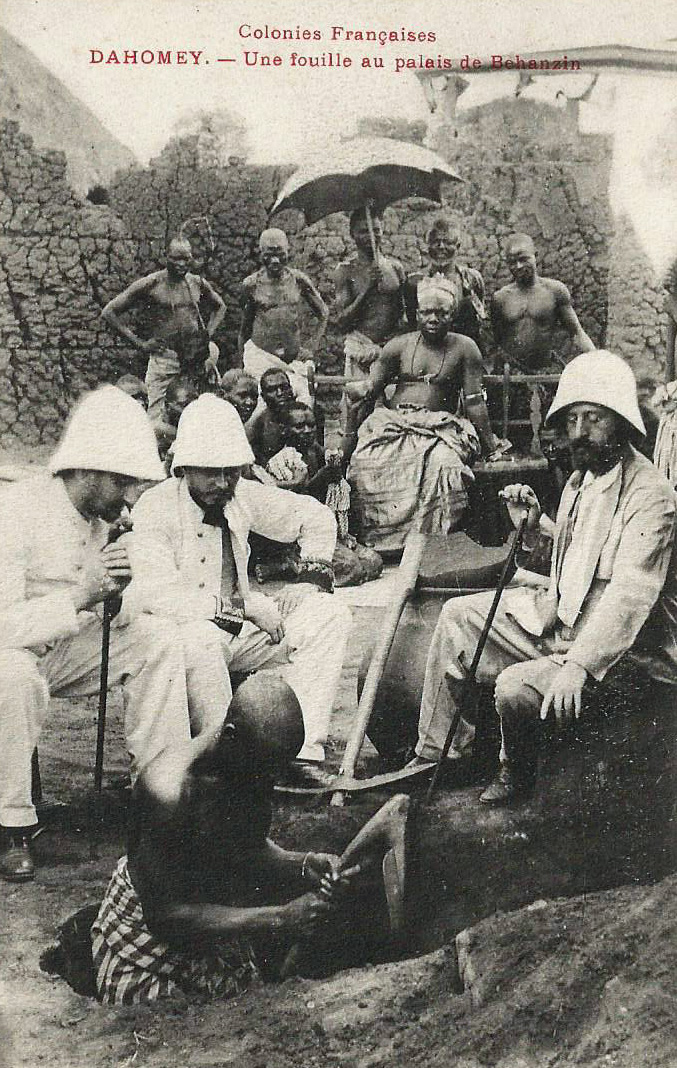
Une fouille au palais de Béhanzin.

L'attribution des droits de douane revenant au roi par les Français entretient les tensions,. Cette perte de revenus motive les hostilités. Béhanzin prépare la guerre en se procurant une forte livraison de fusils modernes et de balles, et même de canons, auprès des Allemands, en échange d'esclaves également désignés comme « travailleurs ». Le roi est particulièrement actif pour équiper sa troupe d'armes récentes et puissantes. Il s'adjoint même les services de conseillers militaires, Belges et Allemands.

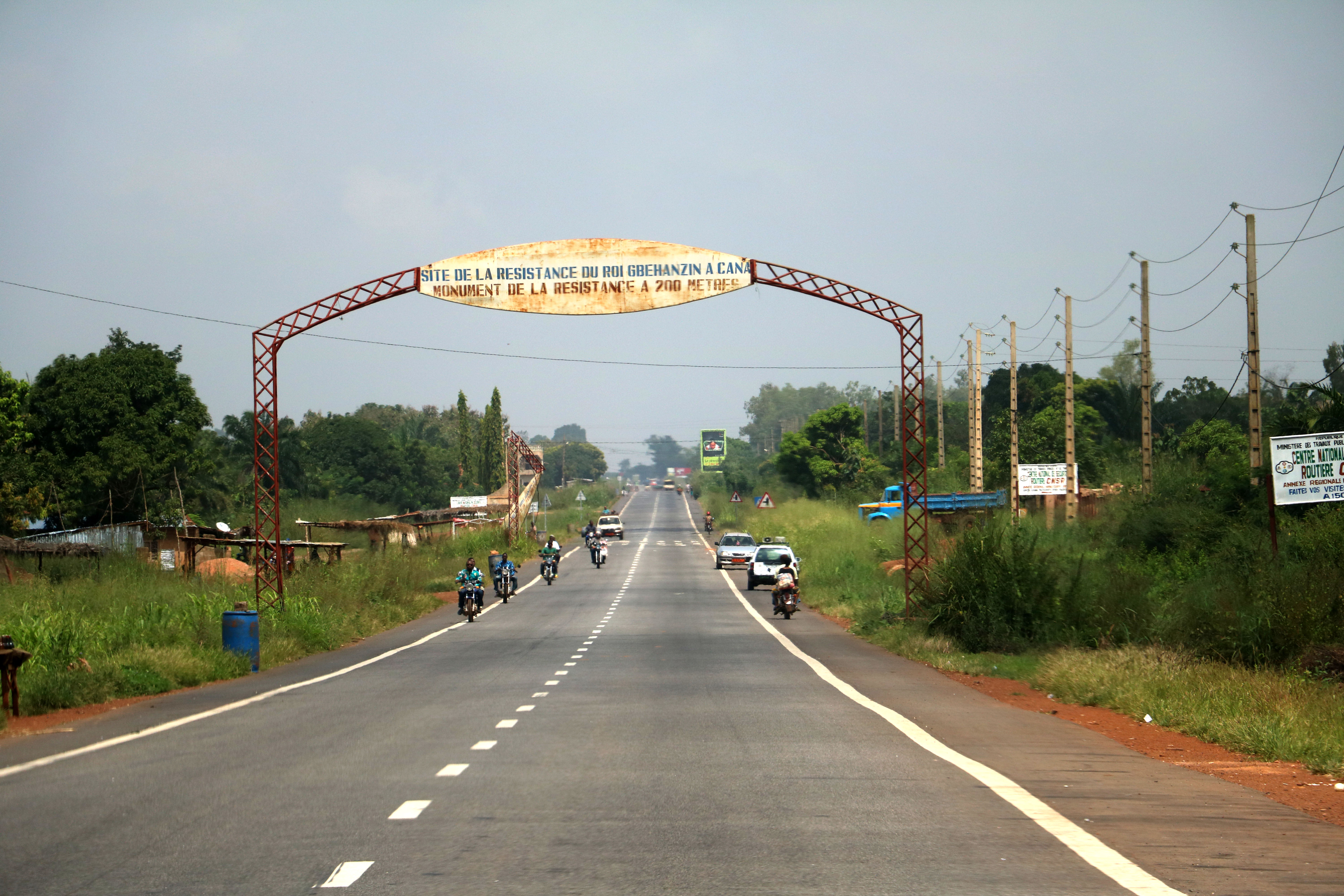
Monument de la résistance du roi Béhanzin érigé à Cana.

Les escarmouches sont incessantes. Le 27 mars 1892, les troupes fons, incluant les redoutables amazones du Dahomey attaquent un navire de guerre français. La guerre contre les troupes françaises commandées par le colonel, bientôt général Alfred Dodds débute en 1892.
Le 19 septembre 1892, les Français sont vainqueurs à la bataille de Dogba.
Le 4 novembre 1892, Alfred Dodds a vaincu l'armée du roi Béhanzin ; le palais royal d'Abomey est pris, incendié par Béhanzin, lequel a pris la fuite, sans remettre les armes aux Français. Les Français découvrent les crânes humains décorant le palais. Le capitaine de Curzon relate que même la cour du palais est pavée de ces crânes. Béhanzin est grand amateur de vins français[réf. nécessaire] : sa cave fait le bonheur des troupes qui occupent son palais.
Le 6 novembre 1892, après la chute de la ville royale sainte de Cana, Dodds reçoit ses étoiles de général. Dans un communiqué de décembre 1892, Dodds salue « le courage et l'énergie » de Béhanzin.

#### En fuite
Réfugié à Atchérigbé, le roi déchu Béhanzin organise un astucieux système d'espionnage et de détection des mouvements français, qui lui permet d'échapper sans cesse aux expéditions lancées à sa recherche.
La résistance de Béhanzin serait appuyée de pouvoirs magiques : il aurait emporté l'amulette du Dahomey, un bétyle aux grands pouvoirs. À partir du 30 août 1893, Dodds revient et engage une poursuite dans la brousse. Le frère de Béhanzin, le prince Goutchili est nommé roi, à la demande des Français, sous le nom d'Agoli-Agbo. Il dévoile aux Français la cachette de Béhanzin. Les dissensions entre les deux branches de la famille royale servent aux Français. Béhanzin négocie sans cesse avec les Français, envoyant même une ambassade à Paris, qui ne sera jamais reçue à l'Élysée.
Mais une partie de la population ne soutient pas le roi, notamment les esclaves en majorité nago des fermes royales ; la variole et les désertions amenuisent les forces royales. La diplomatie française isole le roi de tous ses soutiens, notamment en Europe. Traqué, le roi se réfugie à Akajakpa.

#### Reddition et capture

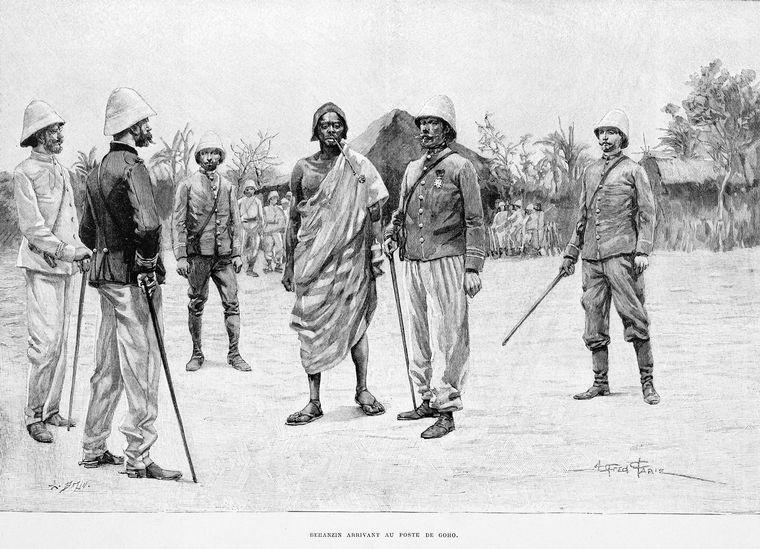
Béhanzin au poste de Goho.

Le conflit prend fin le 15 janvier 1894, lorsque le roi Béhanzin signe sa reddition, après des cérémonies rituelles et un fameux discours d'adieu. Il se rend, en présence du capitaine de Curzon, au capitaine Privé, qui le conduit au général Dodds, à Goho. Le traité du 29 janvier 1894 marque la fin du conflit ; son article 6 interdit la traite des esclaves au Dahomey, ainsi que les sacrifices humains.
Déchu, il se soumet de son plein gré à la condition de pouvoir se rendre en France pour rencontrer le président Sadi Carnot, qu'il considère comme le « roi des Français », afin de trouver un accord concernant son pays ; il est capturé et aucune rencontre avec le président n'est organisée.
Conduit du poste de Goho à Cotonou, le roi Béhanzin connaît l'exil politique ; il ne reviendra pas au Dahomey.
Sa résistance, son astuce, la crainte qu'il suscite par ses pratiques de l'esclavage et des sacrifices humains, les mystères entourant ses pouvoirs magiques, la nature unique du Dahomey, auront donné une abondante matière aux gazettes et aux journaux français, de 1890 à 1894.

### L'exil
Le 30 mars 1894, Béhanzin est déporté par les autorités coloniales dans l'île de la Martinique. Avec sa famille et sa suite, il réside au Fort Tartenson puis dans une résidence surveillée sur les hauteurs de Fort De France. Malade et affaibli, il quitte la Martinique en 1906 après d'incessantes demandes pour rejoindre sa terre natale, toutes refusées puisqu'il est déplacé en Algérie alors française. Le gouvernement français ne voudra jamais que l'ex-roi puisse regagner son pays où son souvenir parait sans doute trop présent. Après avoir résidé sous surveillance dans la ville de Blida, sa santé se dégradant, il est transporté à Alger où il meurt d'une maladie pulmonaire le 10 décembre 1906. Sa dépouille retrouve le sol ancestral en 1928, à la suite des démarches de son fils Ouanilo (ou Wanilo) : il est solennellement inhumé à Djimé, le 9 mars 1928.

#### En exil en Martinique

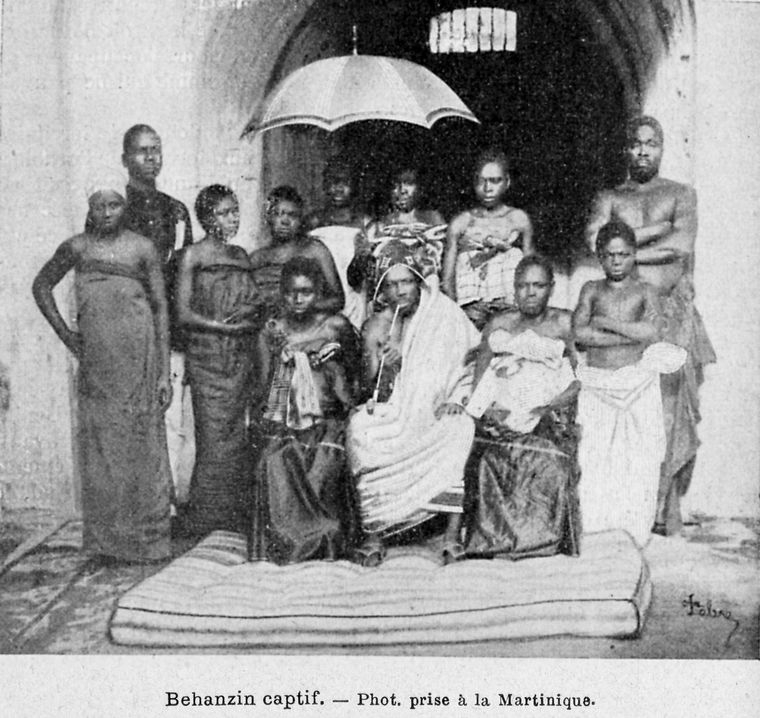
Béhanzin captif en Martinique.

Pour déterminer le lieu de l'exil de Béhanzin, Dodds (d'origine en partie sénégalaise) hésite entre le Sénégal et le Gabon. Le gouverneur Ballot, né à Fort-de-France, suggère la Martinique, proposition soudaine qui emporte la décision. Sans doute pour la proximité de son climat avec celui du Dahomey.
La cour d'exil est composée de quelques membres de sa famille et d'alliés restés fidèles : quatre de ses épouses (Etiomi, Sénocom, Ménousoué et Dononcoué), ses trois filles (Mécougnon, Kpotassi et Abopanou) et son jeune fils Ouanilo. À leurs côtés, un parent jouant le rôle de secrétaire : Adandédjan, ainsi qu'un interprète prénommé Pierre Fanon, accompagné de son épouse falégué.
Sous escorte du capitaine Privé, le roi déchu et sa cour embarquent à Cotonou, le 11 février 1894, à bord du croiseur Le Second. Ils font escale à Dakar. Puis débarquent en Martinique le 30 mars 1894, reçus par le gouverneur Delphino Moracchini. Les Martiniquais, curieux, viennent nombreux accueillir le roi déchu.
Tout d'abord, ils logent au Fort Tartenson, dans un modeste bâtiment, transformé en plusieurs petits appartements. Surveillés, ils sont libres de leurs mouvements. Béhanzin bénéficie d'une domesticité réduite composée d'une cuisinière et de deux servantes. Dès son arrivée, Béhanzin privilégie l'éducation de son fils Ouanilo, qu'il inscrit chez les Frères de l'instruction chrétienne de Ploërmel à Fort-de-France, puis au lycée de Saint-Pierre.
Après quelques semaines de célébrité, entretenue par les journaux de l'époque (La Défense coloniale, Le Réveil), Béhanzin est bien vite oublié par la population. Il participe à des manifestations, des réceptions ou se promène dans l'île. Ainsi le 25 avril 1894, il reçoit l'élite de la Martinique. En octobre de la même année, il est invité à bord de la frégate Le Duquesne de passage aux Antilles. Le 3 juillet 1894, il assiste, à la Cathédrale Saint-Louis de Fort-de-France, à la cérémonie religieuse en hommage au président Sadi Carnot assassiné par l'anarchiste Caserio. Le 21 août 1895, il assiste à la cérémonie de consécration des cloches de la cathédrale de Fort-de-France.

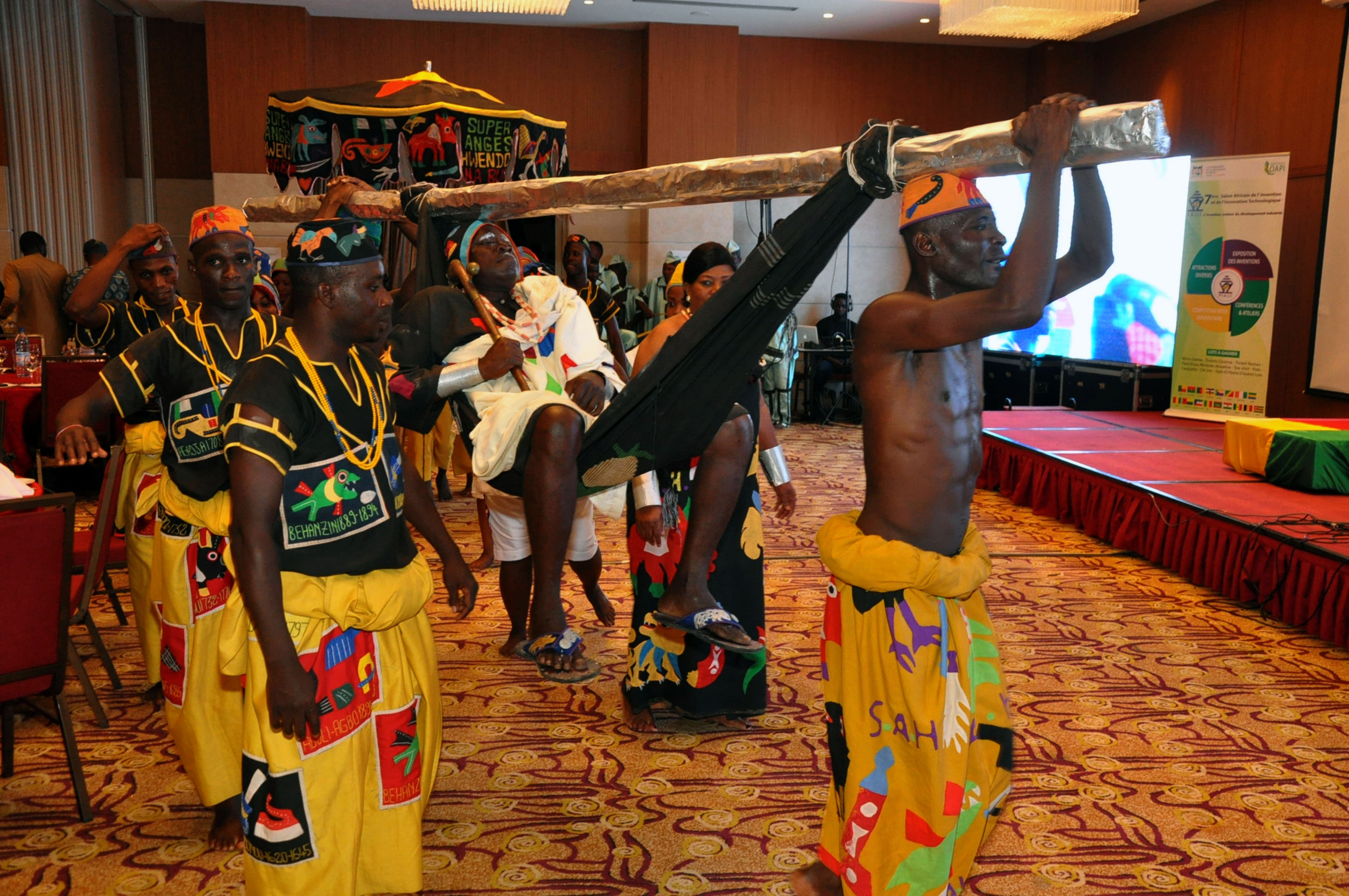
Reconstitution de l'exil de Béhanzin.

Le budget attribué pour les dépenses d'installation et d'entretien courant de sa cour, jugé excessif diminue. Ses frais sont payés par les autorités coloniales du Dahomey, le gouverneur Victor Ballot les réduit de 27 000 francs par an à 18 000 francs.
Béhanzin et sa famille sont transférés dans une villa : la Villa des Bosquets, située au-dessus de l'hôpital civil, à un bon kilomètre de Fort-de-France. Loin des siens et de son royaume, Béhanzin continue, sans relâche, à relancer le gouvernement français pour retourner dans son pays natal. Tous les six mois, il adresse une lettre au président de la République, dans laquelle il réitère son vœu de revoir sa terre. Il va même jusqu'à se montrer coopératif et conciliant en affirmant son attachement à la France.
En 1897, il licencie son interprète Fanon et sa femme, renvoyés au Dahomey. Durant son exil, sa petite famille s'agrandit : sa fille Abopanou donne naissance, en 1901, à un garçon prénommé Frédéric, fruit d'une relation incestueuse avec son jeune frère, Ouanilo,. Quelques mois plus tard, l'une de ses épouses, Mécougnon, accouche d'un garçon nommé Gabriel. En 1905, Abopanou accouche d'un deuxième enfant, une fille prénommée Andréa, née de l'officier Louis Souffleur. À la mort de son secrétaire, en 1899, son fils Ouanilo lui succède, devenant le secrétaire particulier et l'interprète de son père, car il maîtrise parfaitement la langue française.

#### Mort en Algérie
La presse et des élus s'unissent à sa cause pour son rapatriement.
Ainsi le député guadeloupéen Gaston Gerville-Réache plaide en sa faveur, dans le journal qu'il a fondé avec Victor Schœlcher, Le Moniteur des colonies. Cette lutte est relayée par Hildevert-Adolphe Lara, directeur du journal La Démocratie de la Guadeloupe. Il est rejoint par Francis de Pressensé, député du Rhône et président de la Ligue des droits de l'homme. Le gouverneur Moracchini émet également des rapports favorables pour mettre fin à l'exil de Béhanzin, mais en vain. Le gouvernement français tient compte des mises en garde de Victor Ballot, le résident en France du Dahomey, alors même que la colonie du Dahomey semble paisible.
En 1906, les autorités françaises lui accordent le droit de quitter la Martinique. Le roi et sa famille bouclent une nouvelle fois leurs valises et quittent l'île. Ils partent à bord du paquebot Le Martinique mettant le cap vers Bordeaux. Le 17 avril 1906, Béhanzin arrive pour la première fois en France. Il débarque sous les acclamations d'une foule de journalistes et de curieux. Arrivée à Bordeaux par train, la famille s'installe à l'hôtel pour se rendre, dès le lendemain, à l'Exposition coloniale de Marseille. Le jour suivant, ils embarquent tous pour le Maghreb sur l'Eugène-Péreire. Ce nouveau voyage devient très éprouvant pour Béhanzin, dont la santé s'est dégradée en Martinique.
Le navire se dirige vers Alger et non vers Abomey, où Béhanzin est toujours jugé indésirable par le ministre des colonies Albert Sarraut. Il est installé à Blida, qui sera sa dernière résidence. Béhanzin meurt le 10 décembre 1906, loin de sa patrie, inhumé au cimetière Saint-Eugène d'Alger.

#### Cendres rapatriées au Dahomey
En 1928 seulement, le gouvernement français accorde à sa famille que ses cendres retournent à Abomey, sous l'insistance notamment de son fils Ouanilo, devenu bachelier à Alger, puis diplômé en droit et avocat à Bordeaux et à Paris. Ami d'Albert Londres, Ouanilo assiste à la cérémonie de retour au Dahomey. Il meurt peu après ; il aurait été empoisonné.

## Emblèmes

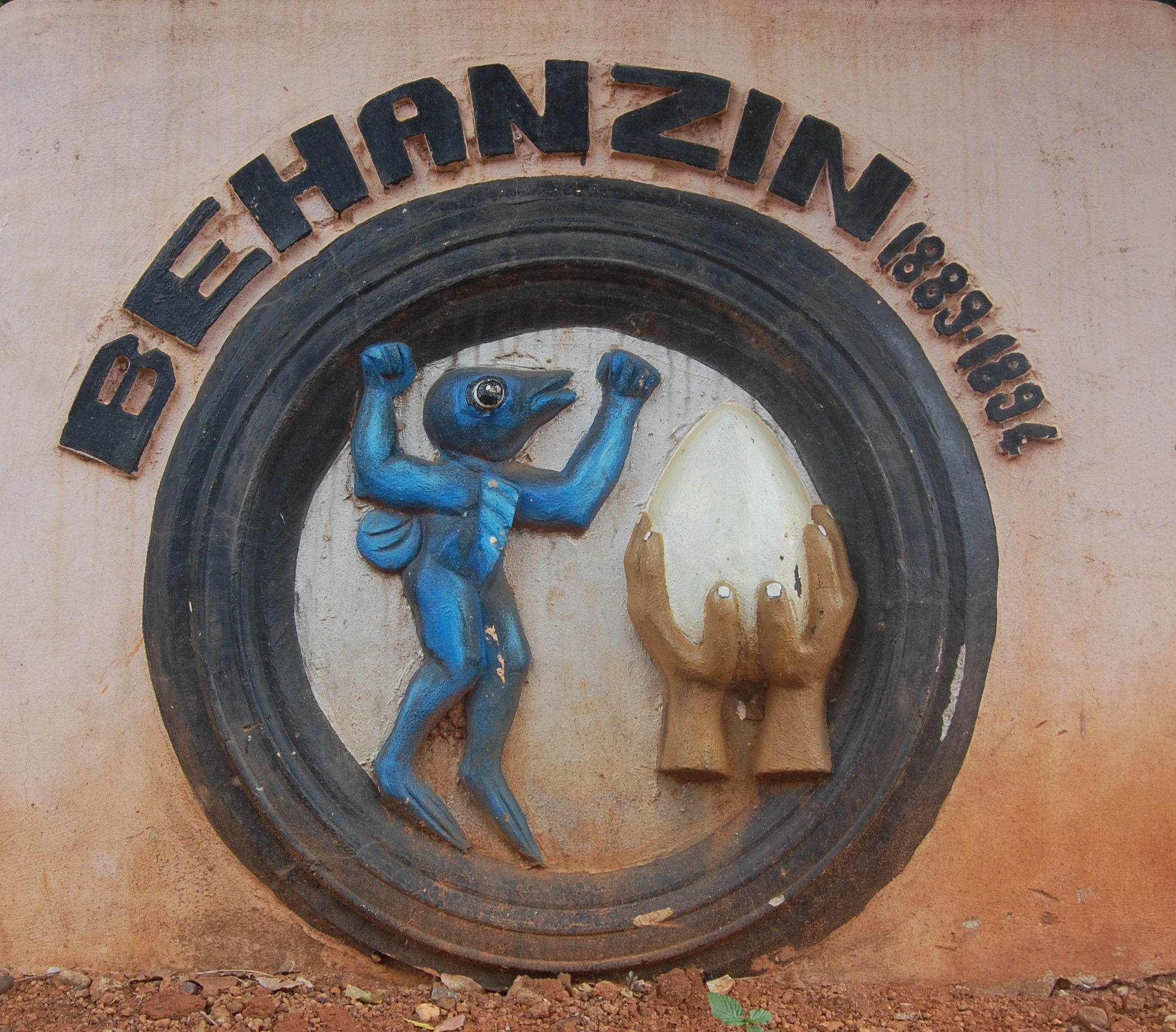
Symbole du roi Béhanzin au mur de la place Goho à Abomey en 2020.

Être sacré, Béhanzin porte plusieurs titres : Dada (père de toute la communauté), Dokounnon (détenteur et dispensateur de biens, le richard), Sèmèdo (maître du monde), Aïnon (maître de la terre), Jèhossou (maître des perles), etc. Son totem est le léopard. Ses insignes de pouvoir sont le kataklè (tabouret tripode), les afokpa (sandales), le avotita (pagne tissé et décoré de motifs appliqués), le awè (parasol), le mankpo (récade), le so (fusil) et le hwi (sabre).

### Ses noms

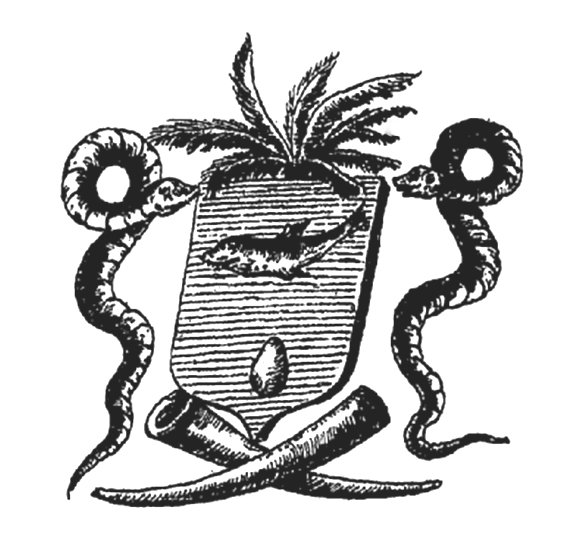
Armes de Béhanzin.

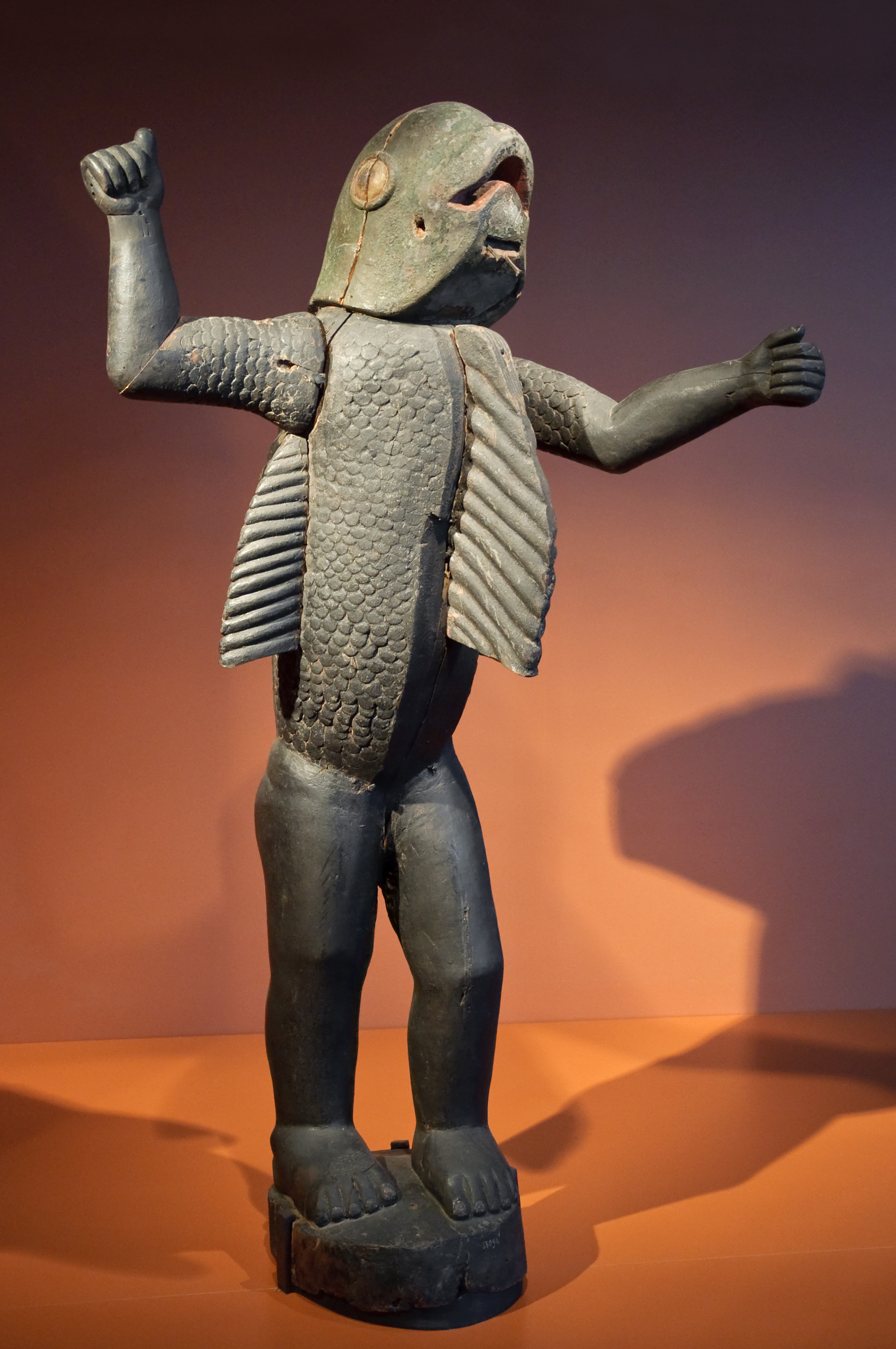
Homme-requin de Sossa Dede (vers 1890), une statue bochio symbolisant Béhanzin (restitué au Bénin en 2021).

Son emblème personnel porte un œuf, un requin et deux cocotiers car son nom de roi signifie « l'œuf du monde ou le fils du requin ». Il est dérivé de la sentence : « gbê hin azin bô ayi djlè », c'est-à-dire « le monde tient l'œuf dont la terre mesure le poids », ou encore « le monde tient l'œuf que la terre désire ».
Son animal héraldique, le requin, lui vaut aussi son surnom axósú gbôwélé « roi requin », notamment dans la lutte qu'il mène contre le colonisateur.
Son nom de prince Kondo vient de la formulation incantatoire choisie par son père : amanonnú djakpata non dó kô dô bô nùn nudé sô à, kô n dó dô signifiant « la vipère qui a installé sa demeure dans l'argile durcie ne se déplace plus, j'ai installé ma demeure dans l'argile durcie » ou encore « Nul ne peut soulever la vipère qui s'est bien installée dans sa cachette au fond de la terre. »

### Son iconographie
Comme pour tous les rois d'Abomey, la puissance de Béhanzin se manifeste à travers une iconographie spécifique, abondamment reproduite sur des supports variés : tentures, statues, récades. Les symboles de Béhanzin sont multiples : la scène de pendaison qui symbolise une victoire sur les Nagots, un sous-groupe des Yorubas ; un requin, « le roi des mers », qui incarne la témérité ; un œuf qui matérialise le nom fort du souverain.
La gravure ci-dessus montre les armes de Béhanzin peintes sur les panneaux de la Victoria (hippomobile) que lui avaient donnée les Anglais : le requin (Béhanzin) sortant de l'œuf.

### Trône du roi Béhanzin
De retour en France, après la conquête, le général Dodds offre, en 1893, dès son arrivée à Paris à l'amiral Henri Rieunier, ministre de la marine, un cadeau amical et personnel : un trône monoxyle du sacre de la famille royale d'Abomey ayant appartenu au dernier roi libre Béhanzin. La forme de ce trône correspond à un style, appelé en langue fon « djandemen », généralement attribué au règne du roi Agonlgo (1789-1797).
Le trône du roi Béhanzin figure parmi les anciennes collections du musée du Quai Branly restituées au Bénin en 2021.

## Hommages

### Monument
Le message marquant de son action anti-coloniale est représenté par sa statue, érigée sur la place Goho à Abomey au Bénin (anciennement Danhomè ou royaume du Dahomey) : cette statue représente Béhanzin, drapé dans son pagne royal, la main tendue vers l'avant intimant l'arrêt.
Ce monument se trouve à l'entrée de la ville d'Abomey et représente la résistance face au colon ainsi que le refus de laisser sa patrie aux mains de l'étranger. Sa détermination et son message-testament à l'endroit des Béninois d'aujourd'hui sont symbolisés par cette sentence qu'on lui attribue : « Le Requin se rend. Mais, les fils du Requin ne trahiront pas ».

### Établissement scolaire
Depuis 1961, un lycée d'enseignement général à Porto-Novo porte son nom.

### Cinéma
En 1996, le film L'Exil du roi Béhanzin de Guy Deslauriers sort en salle.

### Exposition
En 2018, l'auteur plasticien béninois Kuassi Estache Agoumkpé (alias S'tach) lui consacre une tournée artistique d'exposition itinérante de tableaux et de cartes postales dans plusieurs villes de France : Chambilly, Paray-Le-Monial, La Clayette, Ronchin, Paris (ambassade du Bénin en France), Bordeaux, Montpellier et Marcigny. Sur le thème : « Gbêhanzin, Panthéon Africain de la Résistance », elle expose des œuvres réalisées avec de la terre, avec du charbon de bois, avec du marc de café, avec du kaolin et avec du tissu qui retracent le parcours historique du héros de la résistance face à la pénétration occidentale au Danxomè. Elle évoque sa résistance, sa déportation dans l'île de la Martinique puis en Algérie, sa mort à Blida et le retour de sa dépouille au Bénin à Djimé.[réf. nécessaire]

#### Ouvrages
: document utilisé comme source pour la rédaction de cet article.
- Albert Bienvenu Akoha et Appolinaire Medagbe, Chants de Béhanzin, le résistant, Paris, L'Harmattan, 2011, 198 p. (ISBN 978-2-296-55078-0, présentation en ligne)
- Joseph Amegboh (dit Barthélémy Elaud), Béhanzin : roi d'Abomey, Paris ; Dakar, Abidjan ; Yaoundé, ABC ; NEA ; CLE, 1975, 111 p.
- (fr + en) Jean-Louis Vullierme, Joseph Adrien Djivo, Paulin J. Houtondji, Cyprien Tokoudagba, Jean-Pierre Mohen, Hélène Joubert et Gaëlle Beaujean-Batzer (préf. Jacques Chirac, Boni Yayi, Marie-Cécile Zinsou), Béhanzin Roi d'Abomey / Behanzin King of Abomey, Paris ; Cotonou, Musée du Quai Branly ; Fondation Zinssou, 2006, 155 p. + 32 f. de fac-sim. issus de divers journaux, 1890-1906 (L'Illustration, Le Monde illustré, Le Petit parisien, etc.) (ISBN 90-5779-094-7 et 2-915133-52-2) — ouvrage publié à l'occasion de l'exposition Béhanzin, roi d'Abomey présentée à la fondation Zinsou à Cotonou, Bénin du 16 décembre 2006 au 16 mars 2007, en coproduction avec le musée du Quai Branly à Paris
- Jean Coradin, Béhanzin, la résistance dahoméenne, ses antécédents historiques, Port-au-Prince, Impr. des Antilles, 1981, 269 p.
- Jack Corzani, Dictionnaire Encyclopédique Désormeaux : dictionnaire encyclopédique des Antilles et de la Guyane, t. 2, Fort-de-France, Désormeaux, 1992, 636 p. (ISBN 2-85275-020-1, présentation en ligne), p. 332-336
- Maurice Ahanhanzo Glélé, Le Danxomẹ : du pouvoir aja à la nation fon, Paris, Nubia, 1974, 282 p. (ISBN 2-85586-001-6)
- Junzo Kawada (dir.), La restauration du Palais du Roi Gbèhanzin : Palais royaux d'Abomey : un bien du patrimoine mondial, Paris ; Villefontaine, Unesco ; CRATerre-ENSAG, 2007, 28 p. (ISBN 978-2-906901-50-6 et 2-906901-50-4)
- Patrice Louis, Le roi Béhanzin : Du Dahomey à la Martinique, Paris, Arléa, 2011, 137 p. (ISBN 978-2-86959-938-3)
- Paul-Marie-Armand de La Loyère, L'Héritage de Béhanzin (présenté par Paul Mimande), Paris, AUPELF, CNRS, INLCO, 1976 — reproduction de l'édition de Paris, Perrin, 1898, 291 p.
- François Michel, La campagne du Dahomey, 1893-1894 : la reddition de Béhanzin : correspondance d'un commissaire des colonies présentée par son petit neveu Jacques Serre, Paris, L'Harmattan, 2001, 147 p. (ISBN 2-7475-1478-1)
- Catherine Coquery-Vidrovitch, Odile Goerg et Hervé Tenoux (dir.), Des historiens africains en Afrique : l'histoire d'hier et d'aujourd'hui : logiques du passé et dynamiques actuelles, Paris, Montréal, L'Harmattan, 1998, 26 p. (ISBN 2-7384-6908-6, présentation en ligne)
- Hildevert-Adolphe Lara, Pour Béhanzin, Storck, 1905, 39 p. (OCLC 123521602)
- Auguste Le Hérissé, L'ancien royaume du Dahomey, mœurs, religion, histoire, Paris, E. Larose, 1911, 384 p. (lire en ligne [PDF])
- Carnet de route de la compagnie de Légion étrangère au Dahomey - Centre de documentation du Musée de la Légion étrangère - Aubagne.
- Patrice Louis, La mission sacrée du Prince Ouanilo, Ibis Rouge Éditions, 2016, 172 p. (ISBN 9782375200025)
- Marcel Rémon, Petit manuel pour héroïnes et héros en devenir : Livre pédagogique sur l'engagement et la résilience, Namur, Presses universitaires de Namur, coll. « Éclairage Nord-Sud », 2017, 120 p. (ISBN 978-2-87037-885-4).
- Vincent Joly, « Béhansin, l'irréductible défenseur du Dahomey indépendant », Guerres et Histoire, no 83,‎ mars 2025, p. 34-37.

#### Documents sonores
- L'histoire de Guedegbé, devin des rois Ghézo, Glèlè et Béhanzin, conférence de Daa Bachalou Nondichao enregistrée au Salon de lecture Jacques Kerchache le 14 janvier 2010, dans le cadre de l'exposition Artistes d'Abomey, Musée du Quai Branly, Paris, 2010, 1 h 13 min (CD)

#### Iconographies
- 3 iconographies de Béhanzin et de sa famille, Banque Numérique des Patrimoines Martiniquais, Archives départementales de la Martinique

#### Documentaire
- Dahomey, film documentaire de Mati Diop sorti en 2024